# باجی (شلوار)

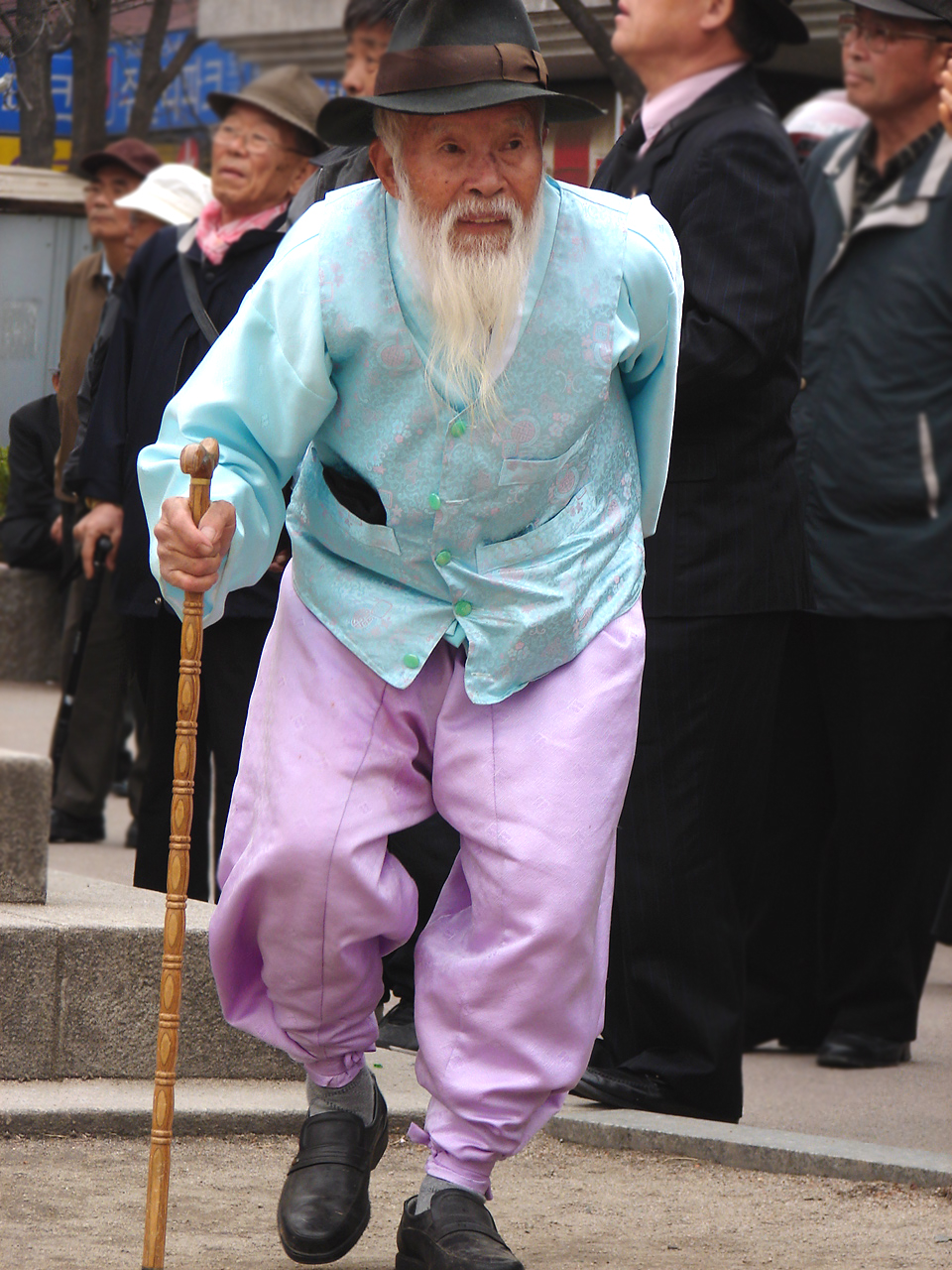

باجی (به زبان کره‌ای: 바지) نوعی شلوار سنتی کره‌ای است که قسمتی از هانبوک می‌باشد. باجی گشاد است، دکمه ندارد و به دور کمر بسته می‌شود.
در گذشته مردان کره‌ای این نوع شلوار را برای پوشیدن در خارج از منزل مورد استفاده قرار می‌داده‌اند. در حالی که زنان کره‌ای باجی را داخل خانه می‌پوشیده‌اند. امروزه زنان کره‌ای از چیما به عنوان لباس بیرون از خانه استفاده می‌کنند.